# ベビーゲート

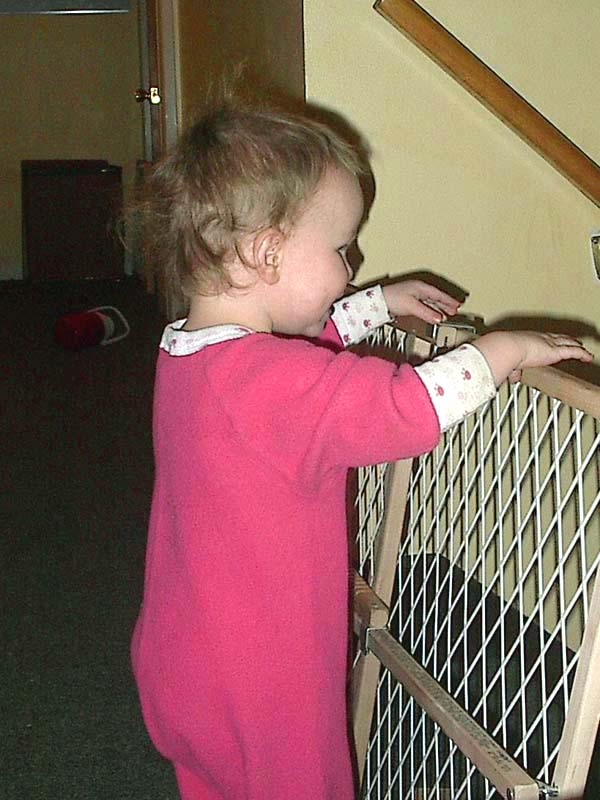
ベビーゲートの先を見つめる赤ちゃん

ベビーゲート（英: baby gate）やベビーフェンス（baby fence）は、台所や階段などの危険が潜む場所に乳幼児が出入りできないように設計された小さな門や柵のことである。2006年11月から2008年5月にかけて4歳以下の乳幼児が家庭内で起こした事故のデータ1691件を製品評価技術基盤機構が調べたところ、階段での事故は9%、台所での事故は4%であり、ベビーゲートの設置はこれらの事故の抑制に効果的である。
金属製、プラスチック製、木製など、材質は多様で、通路をしっかり塞げるように伸縮自在な機構を備えている。
A.アイゼンバーグ, H.E.マーコフ & S.E.ハザウェイ 2004では、赤ちゃんにとって、階段を降りる動作は特に危険であるとしており、3段以上の階段の降り口全てにベビーゲートを設置するように指導している。また、登り口は、階段の昇り降りの練習が安全にできるように、下から3段目にやはりベビーゲートを設置するように指導している。
ベビーゲートは、幼児にロックを解除したり、乗り越える能力が身につくと用をなさなくなり、撤去されることが多い。
室内飼いの小さなペットに家を荒らされないようにするのにも役立つ。ただし、ペット用のゲートの任意規格と必ずしも適合するとは限らない。

## 安全性
2015年に東京都生活文化局が、就学前の子を持つ保護者3000人を対象に行ったインターネット調査によれば、子供がベビーゲートで怪我をしたケースが66件あったという。ベビーゲートメーカーは、子供が近くにいないことを確認して扉を開閉するように取扱説明書などで注意を呼びかける一方、開いたゲートの先に行こうとする赤ちゃんを見た兄弟姉妹が気を利かせて扉を閉め事故に至るケースも報告されている。
また、壁への固定が外れ、乳幼児が階段から転落する事故も発生している。